# توم سيمبسون (لاعب كرة قدم)
توم سيمبسون (بالإنجليزية: Tom Simpson)‏ هو لاعب كرة قدم بريطاني (وحمل سابقاً جنسية المملكة المتحدة لبريطانيا العظمى وأيرلندا) في مركز الهجوم، ولد في 1880. لعب مع بورت فايل وستوك سيتي ونادي بوري.